# Cendra volant
Les cendres volants, també conegudes com a cendres volàtils, és un dels residus generats en la combustió, i comprèn les partícules fines que s'eleven amb els gasos de combustió. A les cendres que no s'aixequen se'ls denomina cendres de fons. En un context industrial, les cendres volants es refereixen generalment a cendres produïdes durant la combustió de carbó. Les cendres volants són generalment capturades per precipitadors electroestàtics o altres equips de filtració de partícules abans que els gasos de combustió arribin a les xemeneies de les centrals tèrmiques de carbó, i juntament amb les cendres de fons retirades de la part inferior del forn són conegudes com a cendres de carbó. Depenent de la font i la composició del carbó cremat, els components de cendres volants varien considerablement, però totes les cendres volants inclouen quantitats substancials de diòxid de silici (SiO2) (tant amorf i cristal·lí) i òxid de calci (CaO), totes dues espècies són endèmiques en molts estrats de roca que contenen carbó.
Els components tòxics depenen de la composició del llit de carbó específic, però poden incloure un o més dels següents elements o substàncies en quantitats de traces a diversos percentatges: arsènic, beril·li, bor, cadmi, crom, crom VI, cobalt, plom, manganès, mercuri, molibdè, seleni, estronci, tal·li i vanadi, juntament amb les dioxines i compostos de PAH (hidrocarburs aromàtics policíclics).
En el passat, les cendres volants, generalment es deixaven anar a l'atmosfera, però els equips de control de contaminació de dècades recents requereixen que ara sigui capturat abans de la seva alliberació. Als Estats Units d'Amèrica, les cendres volants s'emmagatzemen generalment en centrals tèrmiques de carbó o en abocadors. Al voltant del 43% es recicla, i s'utilitza sovint per complementar el ciment Portland en la producció de formigó.
En alguns casos, com la crema dels residus sòlids per generar electricitat, les cendres volants poden contenir un nivell superior de contaminants que les cendres de fons i que la barreja de la cendra volant i la cendra de fons, ambdues juntes presenten nivells de contaminació qualificada de residus no perillós en un estat donat, mentre que sense barrejar, la cendra volant és qualificada de residu perillós.

## Composició química i classificació
Les cendres volants se solidifiquen mentre estan suspeses en els gasos d'escapament i es recullen mitjançant precipitadors electroestàtics o filtres de bosses. Atès que les partícules se solidifiquen ràpidament mentre estan suspeses en els gasos d'escapament, les partícules de cendres volants són generalment de forma esfèrica i varien en grandària de 0,5 micres a 300 micres. La conseqüència principal del refredament ràpid és que només pocs minerals tindran temps de cristal·litzar i que seguiran presentant-se principalment en estat amorf, o de vidre temperat. No obstant això, algunes fases refractàries al carbó polvoritzat no es fonen (completament) i romanen en estat cristal·lí. En conseqüència, les cendres volants és un material heterogeni. El SiO2, Al2O3, Fe2O3 i de tant en tant el CaO són els principals components químics presents en les cendres volants. La mineralogia de les cendres volants és molt diversa. Les fases principals que es troben són una fase de vidre, juntament amb quars, mullita i hematita (òxids de ferro), magnetita o maghemita. Altres fases identificades són sovint cristobalita, anhidrita, calç lliure, períclasi, calcita, silvita, halita, portlandita, rútil i anatasa. Els minerals anortita, gehlenita, aquermanita i diversos silicats de calci i aluminats de calci idèntics als trobats en el ciment Portland poden ser identificats en les cendres volants riques en calci.
Les concentracions per sobre dels elements traça poden variar segons el tipus de carbó cremat per formar-la. De fet, en el cas del carbó bituminós, amb la notable excepció de bor, les concentracions d'elements traça són generalment similars a les concentracions d'elements traça en sòls no contaminats.
Les dues classes de cendres volants existents, es defineixen per la norma ASTM C618: Classe F cendres volants i les cendres volants de classe C. La diferència principal entre aquestes classes és la quantitat de calci, sílice, alúmina, i el contingut de ferro en la cendra. Les propietats químiques de les cendres volants són en gran part influenciada per la composició química del carbó cremat (és a dir, antracita, bituminós i lignit).
| Component | Bituminós | Sub-bituminós | Lignit |
| --------- | --------- | ------------- | ------ |
| SiO2 (%)  | 20-60     | 40-60         | 15-45  |
| Al2O3 (%) | 5-35      | 20-30         | 20-25  |
| Fe2O3 (%) | 10-40     | 4-10          | 4-15   |
| CaO (%)   | 1-12      | 5-30          | 15-40  |
| LOI (%)   | 0-15      | 0-3           | 0-5    |

No totes les cendres volants compleixen els requisits de ASTM C618, encara que depenent de l'aplicació, això pot ser innecessari. La cendra utilitzada com un reemplaçament de ciment ha de complir amb estrictes normes de construcció, però no s'han establert regulacions ambientals estàndard als Estats Units. El 75% de les cendres ha de tenir un gruix de 45 micres o menys, i tenen un contingut en carboni, mesurat per la pèrdua en la ignició (LOI), de menys de 4%. Als EUA, LOI ha de ser inferior al 6%. La distribució de la mida de partícules de cendra volant en brut és molt sovint fluctua constantment, a causa del canvi de rendiment dels molins de carbó i el rendiment de la caldera.
Això fa necessari que, si la cendra volant s'utilitza d'una manera òptima per reemplaçar el ciment en la producció de formigó, ha de ser processada utilitzant mètodes beneficiosos com la classificació per aire mecànic. Però si la cendra volant s'utilitza també com a material de farciment per substituir la sorra a la producció de formigó, les cendres volants no beneficioses, amb LOI alt també poden ser utilitzades. Especialment important és la verificació contínua de la qualitat. Això s'expressa principalment pels segells de control de qualitat com les establertes per l'Oficina de Normes de l'Índia o la DCL del municipi de Dubai.

## Classe F
La crema de més antracita i carbó bituminós típicament produeix cendres volants de classe F. Aquesta cendra volant és putzolànica (sílico-aluminós) a la natura, i conté menys de 20% de calç (CaO). La possessió de propietats puzolàniques, la sílice cristal·lina i alúmina de cendres volants de classe F requereix un agent de cementació, tal com ciment Portland, calç viva o calç hidratada, amb la presència d'aigua amb la finalitat de reaccionar i produir compostos de ciment. Alternativament, l'addició d'un activador químic tal com silicat de sodi (vidre soluble) a una cendra de classe F pot conduir a la formació d'un geopolímer.

## Classe C
Les cendres volants produïdes per la combustió de lignit o en menor mesura de carbó sub-bituminós, a més de tenir propietats putzolàniques, també presenten propietats d'autocimentació. En presència d'aigua, les cendres volants de Classe C s'endureixen i guanyen força amb el temps. Generalment contenen més de 20% de calç (CaO). A diferència de la classe F, l'autocementació de les cendres volants de classe C no requereix un activador. A més el contingut d'alcalins i sulfats són generalment superiors a les cendres volants de classe C.